# Sardana Trofimova
Pour les articles homonymes, voir Trofimova.
Sardana Aleksandrovna Trofimova (russe : Сардана Александровна Трофимова), née le 28 mars 1988 à Iakoutsk (république de Sakha, RSFS de Russie), est une athlète anciennement russe concourant depuis novembre 2022 pour le Kirghizistan. Spécialiste du marathon, elle est double vainqueure du marathon de Moscou sous la bannière russe et médaillée de bronze aux Jeux asiatiques en 2022 sous la bannière kirghize.

## Carrière
Trofimova, concourant encore sous le drapeau russe, remporte le marathon de Toulouse Métropole en battant le record du parcours en 2 h 28 min 18 s, près de dix minutes de moins que le précédent record établit par la Kenyane Alice Serser en 2011. L'année suivante, elle termine 4e du marathon de Francfort en 2 h 24 min 38 s. En 2017 et 2018, elle remporte le marathon de Moscou.
En 2019, elle participe au marathon féminin aux championnats du monde où elle termine à la 22e place.
Sardana Trofimova remporte le championnat de Russie de marathon pour la république de Sakha en 2 h 28 min 28 s.
À partir de novembre 2022, elle change de pays d'allégeance et commence à représenter le Kirghizistan au niveau international. Elle annonce ce changement en juillet, expliquant son choix par l'impossibilité des sportifs russes de concourir au niveau international et de son envie de concourir aux Jeux olympiques d'été de 2024. Peu après ce changement, elle remporte le semi-marathon d'Almaty (Kazakhstan) en 1 h 12 min 50 s.
Lors des Jeux asiatiques de 2022, qui ont été décalés en octobre 2023 à de la pandémie de Covid-19, elle remporte la médaille de bronze du marathon en 2 h 28 min 41 s derrière la Bahreïnie Eunice Chumba (2 h 26 min 14 s) et la Chinoise Zhang Deshun (2 h 27 min 55 s).

## Palmarès
| Date | Compétition                    | Lieu                           | Place | Temps           |
| ---- | ------------------------------ | ------------------------------ | ----- | --------------- |
| 2014 | Marathon de Toulouse Métropole | Marathon de Toulouse Métropole | 1re   | 2 h 28 min 18 s |
| 2015 | Marathon de Francfort          | Marathon de Francfort          | 4e    | 2 h 24 min 38 s |
| 2017 | Marathon de Moscou             | Marathon de Moscou             | 1re   | 2 h 30 min 29 s |
| 2018 | Marathon de Moscou             | Marathon de Moscou             | 1re   | 2 h 28 min 31 s |
| 2019 | Championnats du monde          | Doha                           | 22e   | 2 h 52 min 46 s |
| 2022 | Semi-marathon d'Almaty         | Semi-marathon d'Almaty         | 1re   | 1 h 12 min 50 s |
| 2022 | Marathon de Francfort          | Marathon de Francfort          | 6e    | 2 h 28 min 50 s |
| 2023 | Marathon de Belgrade           | Marathon de Belgrade           | 2e    | 2 h 32 min 35 s |
| 2023 | Jeux asiatiques                | Hangzhou                       | 3e    | 2 h 28 min 41 s |
| 2024 | Jeux olympiques                | Paris                          | 14e   | 2 h 26 min 47 s |